# G&G – Gesichter und Geschichten
G&G – Gesichter und Geschichten war ein Gesellschaftsmagazin von Schweizer Radio und Fernsehen (SRF). Es trug bis Dezember 2020 den Namen Glanz & Gloria (G&G) und war anfänglich ein reines People-Magazin. Mit dem neuen Sendetitel vollzog SRF den schon zuvor einsetzenden Wandel zum Gesellschaftsmagazin auch im Namen. Die Sendung wurde dabei von zwölf auf fünfzehn Minuten verlängert. Im Juni 2025 wurde die Sendung eingestellt.

## Geschichte
Das Magazin ging erstmals am 29. März 2005 mit dem Namen glanz & gloria auf Sendung. Es wird montags bis freitags um 18:40 Uhr auf SRF 1 ausgestrahlt. Während fünfzehn Minuten gibt es die neuesten Geschichten aus der Welt der Stars und Sternchen, seit 14. Dezember 2020 unter dem neuen Sendetitel auch aus den Bereichen Musik, Film, Theater, Literatur, Kunst, Sport, Wissenschaft und Politik.
Am 2. März 2015 bezog die Sendung ein neues Studio, sendete neu in HD, erschien mit neuem Logo und anderer Titelmusik und änderte die Schreibweise zu Glanz & Gloria (G&G).
Am 14. Dezember 2020 ging das Magazin erstmals mit dem neuen Namen «G&G – Gesichter und Geschichten» auf Sendung. SRF wollte laut der Redaktionsleiterin Paola Biason damit den seit längerem vollzogenen Wandel der Sendung von einem People-Magazin zu einem breiter gefächerten Gesellschaftsmagazin auch im Namen vollziehen. Biason war seit Beginn bei der Sendung tätig, zuerst als Inputerin, ab 2007 als Produzentin, ab 2009 zusätzlich als stellvertretende Redaktionsleiterin und ab 1. März 2015 – als Nachfolgerin von Martin Boner – als Redaktionsleiterin.
Im September 2024 wollte SRF die Sendung ab 2025 wegen Sparmassnahmen jeweils im Sommer pausieren. Im Februar 2025 gab SRF bekannt, dass die Sendung per Ende Juni 2025 ganz eingestellt werde. Die letzte Sendung erschien am 27. Juni 2025.

## Moderatoren
Die Sendung wurde zu Beginn von Nadja Zimmermann moderiert, später stiessen Nicole Berchtold und Annina Frey zum Team. Im Mai 2010 moderierte Nadja Zimmermann ihre letzte Sendung und wurde im August durch Sara Hildebrand ersetzt, die die Sendung bis Februar 2015 moderierte. Im März 2015 stiess Salar Bahrampoori als weiterer Moderator hinzu. Im Mai 2018 hatte Annina Frey ihre letzte Sendung und wurde kurze Zeit später durch Jennifer Bosshard ersetzt. Seit Januar 2022 ist Joel Grolimund neu im Moderationsteam und löste damit Nicole Berchtold ab, die die Sendung nach 15 Jahren verliess. Im Juli bzw. September 2022 stiessen Tanya König bzw. Michel Birri zum Moderationsteam hinzu und lösten damit Salar Bahrampoori ab, der im August 2022 seine letzte Sendung moderierte.
| Moderatoren        | Jahre     |
| Nadja Zimmermann   | 2005–2010 |
| Nicole Berchtold   | 2007–2022 |
| Annina Frey        | 2007–2018 |
| Christian Franzoso | 2007–2011 |
| Sara Hildebrand    | 2010–2015 |
| Dani Fohrler       | 2011–2018 |
| Salar Bahrampoori  | 2015–2022 |
| Jennifer Bosshard  | 2018–2025 |
| Joel Grolimund     | 2022–2025 |
| Tanya König        | 2022–2025 |
| Michel Birri       | 2022–2025 |

## Auszeichnungen
2006 wurde glanz & gloria mit einem Prix Walo in der Kategorie TV-Produktionen ausgezeichnet. 2011 erhielt die Sendung für das Fragespiel «Ich oder du?» den Schweizer Fernsehpreis für das innovativste TV-Format.

## G&G Weekend
Ab dem 15. September 2007 lief zusätzlich am Samstag um 18:10 Uhr ebenfalls auf SRF 1 die von Christian Franzoso moderierte Sendung g&g weekend. Die Sendung wurde Anfang 2009 auf Sonntag 18:50 Uhr verschoben. Im November 2011 löste Dani Fohrler als Moderator Christian Franzoso ab. Am 30. Dezember 2018 moderierte Dani Fohrler zum letzten Mal. Seither moderieren alle Moderatoren abwechselnd die seit März 2015 entsprechend der Sendung unter der Woche neu G&G Weekend geschriebene und seit 2019 nicht mehr als Talk-Sendung, sondern als Rückblick auf die Höhepunkte der Sendungen der vergangenen Woche konzipierte Sonntagsausgabe.